# Platyschineria cuthbertsoni
Platyschineria cuthbertsoni är en tvåvingeart som beskrevs av Villeneuve 1942. Platyschineria cuthbertsoni ingår i släktet Platyschineria och familjen parasitflugor.
Artens utbredningsområde är Zimbabwe. Inga underarter finns listade i Catalogue of Life.